# Сарытогай (Туркестанская область)
Сарытогай (каз. Сарытоғай, до 1999 г. — Октябрь) — село в Ордабасинском районе Туркестанской области Казахстана. Входит в состав Шубарского сельского округа. Код КАТО — 514655500.

## Население
В 1999 году население села составляло 244 человека (124 мужчины и 120 женщин). По данным переписи 2009 года, в селе проживало 289 человек (142 мужчины и 147 женщин).